# 第140鲍里索夫库图佐夫勋章防空火箭旅
第140鲍里索夫库图佐夫勋章防空火箭旅（俄语：140-я зенитная ракетная Борисовская ордена Кутузова бригада，部队代号32390），是俄罗斯陆军第29集团军在东部军区的一个防空旅，驻扎在外贝加尔边疆区的多姆纳。
该旅的血统可以追溯到二战期间1943年10月组建的第66防空炮兵师（俄语：66-я зенитная артиллерийская дивизия）。该师于1944年初被派往前线，并参加了巴格拉季昂行动，因参与攻占该城市而获得库图佐夫勋章。从11月起，该师在东普鲁士作战，在战争结束时因其在那里的行动获得了二级库图佐夫勋章。战后，该师被迁往阿塞拜疆的基洛夫堡，一直到1960年被解散。第189防空炮团由该师组建，并很快成为第189防空导弹团。1973年，该团被扩大为第140防空导弹旅，作为苏军北方集群的一部分部署在波兰的特热比安。冷战结束后，该旅从波兰迁往赤塔州，从1994年开始驻扎在多姆纳。